# Stazione di Montesilvano
La stazione di Montesilvano è una stazione ferroviaria della ferrovia Adriatica a servizio dell'omonimo comune.

## Storia

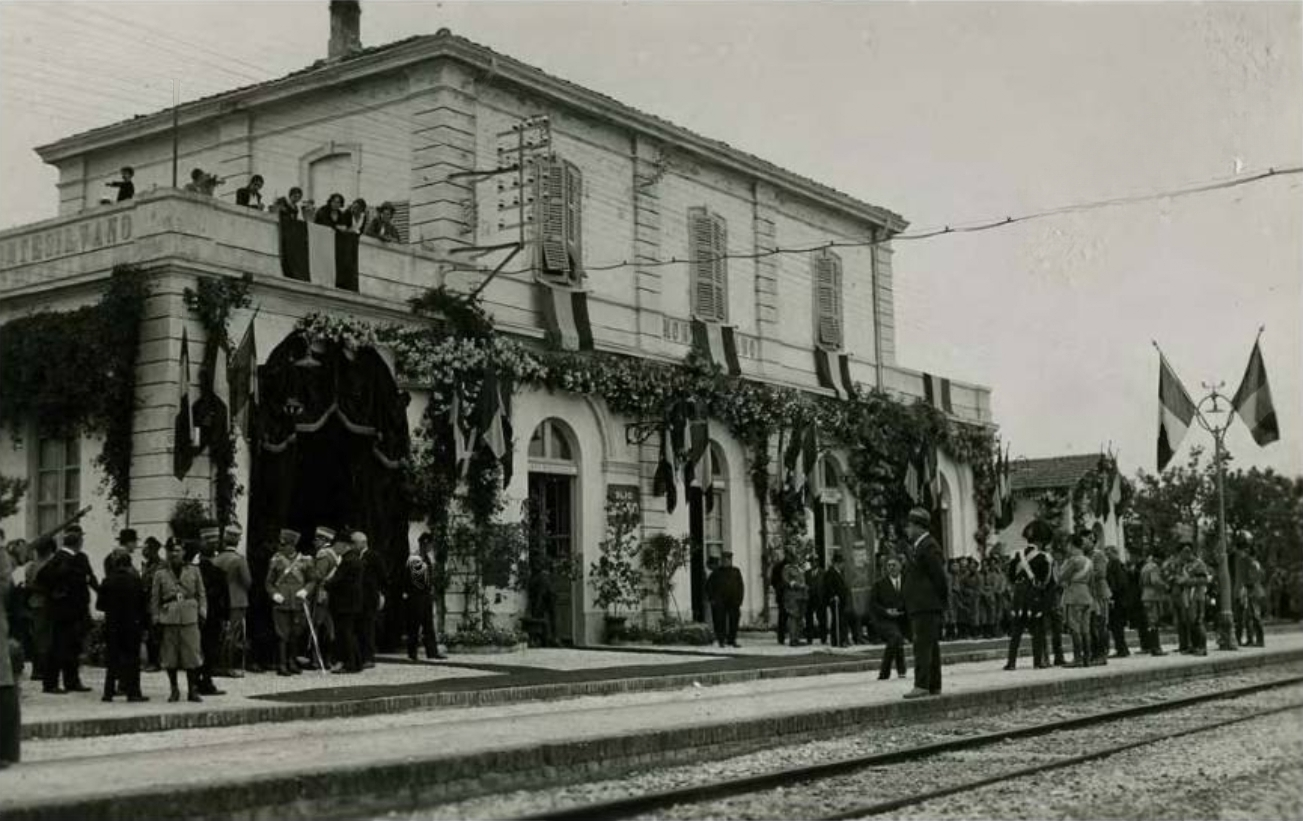
Il fabbricato viaggiatori della vecchia stazione negli anni 1920

La stazione fu costruita nel 1863 come piccolo scalo della Rete Adriatica operata dalla Società Italiana per le Strade Ferrate Meridionali.
L'edificio originario fu abbattuto il 27 aprile 1987 per consentire la costruzione del nuovo fabbricato, i cui lavori si conclusero il 13 dicembre 1991 e con l'inaugurazione nel maggio 1992 presieduta dall'allora ministro della Funzione pubblica Remo Gaspari, nello stesso giorno in cui inaugurò in città una nuova caserma dei Carabinieri). La costruzione della stazione consentì una progressiva evoluzione urbana ed economica di Montesilvano Marina, che dal 1922 al 1928 si separerà dal comune di Montesilvano (allora incentrato sul borgo collinare) diventando per sei anni comune autonomo, prima di unirsi nuovamente al vecchio paese sul colle, spostando infine la sede comunale nella marina, nelle vicinanze della stazione.
Contestualmente ai lavori di sopraelevazione dell'armamento ferroviario dalla quota ottocentesca, che consentirono l'eliminazione di sei passaggi a livello nel solo tratto montesilvanese, con la costruzione del nuovo fabbricato viaggiatori, delle sue pensiline per i passeggeri, dell'attiguo fabbricato dei servizi, dei locali a piano terra, del nuovo piano caricatore e dell'alloggio di servizio della nuova stazione nel 1992, l'allora gestore FS la disabilitò dal servizio merci, per destinarlo interamente alla stazione di Pescara Porta Nuova. Ulteriori lavori di adeguamento nel 2020 dotarono la struttura di un nuovo sottopasso pedonale e l'installazione di un ascensore.

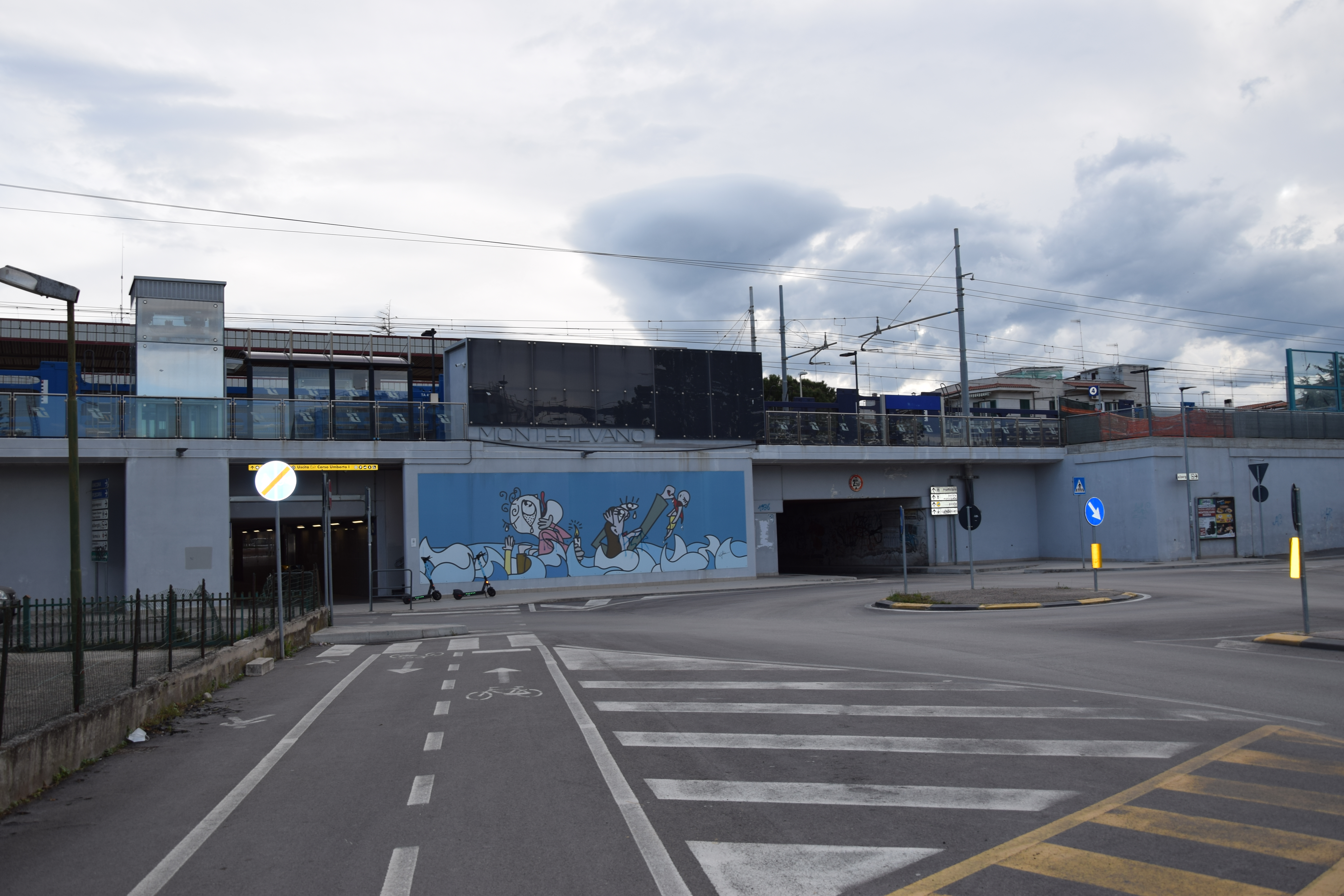
Il retro della stazione

## Strutture e impianti

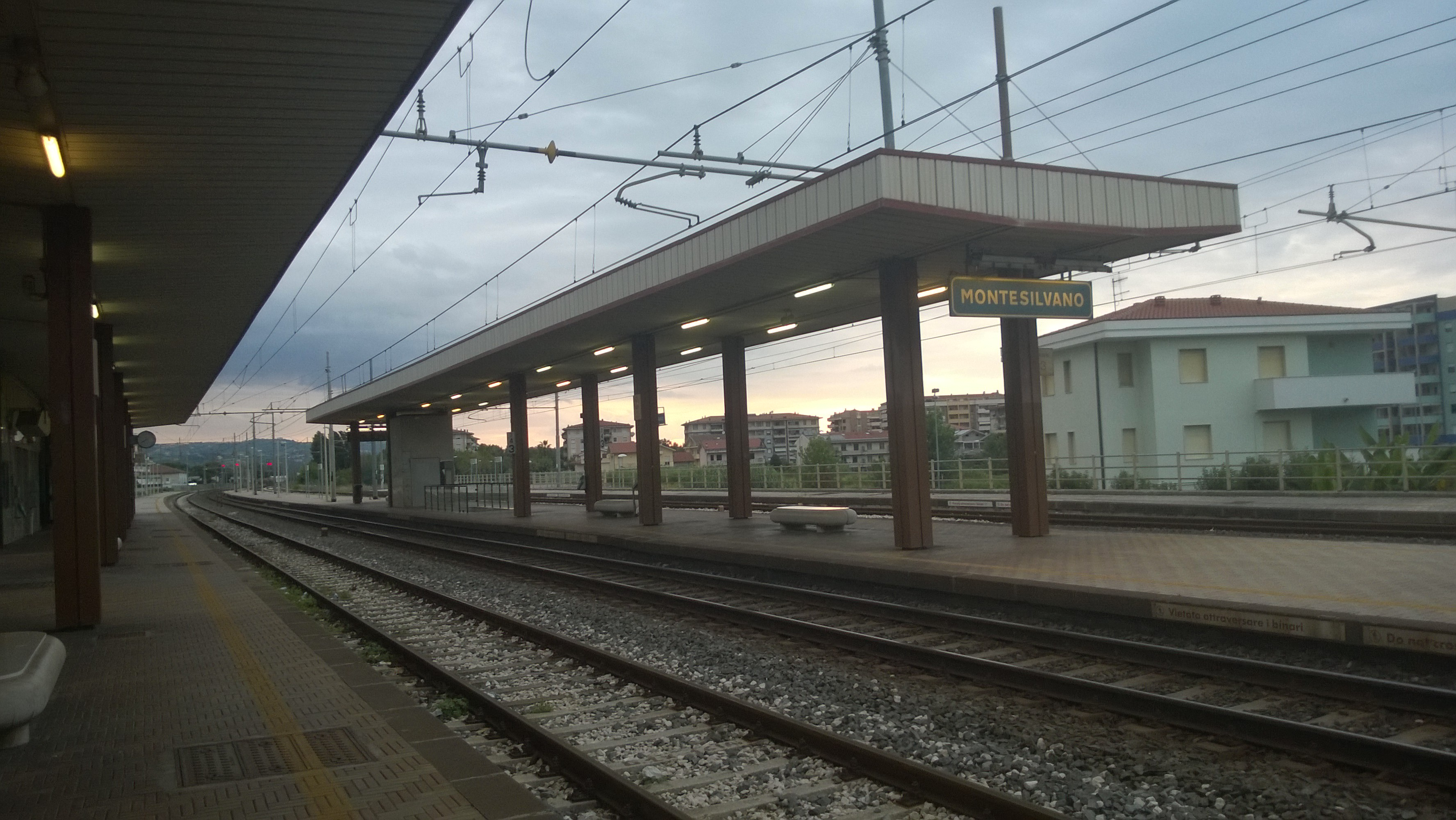
Piazzale ferroviario

La stazione è gestita da Rete Ferroviaria Italiana. Il piazzale ferroviario è composto da due binari di corsa e due utilizzati per effettuare gli incroci tra i treni.
Lo scalo merci, disabilitato nel 1989 dalle spedizioni a carro, è costituito da tre binari tronchi ed una lunga asta di manovra, utilizzati dai treni addetti alla manutenzione della ferrovia.
Su apposite sezioni di binario, in area di scalo, è ospitato il "Museo del treno", riconosciuto e classificato ai sensi della legge regionale 44/92, terzo sito museale ferroviario della costa adriatica, dopo Trieste "Campo Marzio" e Lecce. Vi sono esposti 10 veicoli ferroviari FS, esteticamente restaurati ed arredati internamente a scopo espositivo e pedagogico, tra cui: 3 locomotive (di cui una a vapore), 6 carri merci (tra i quali gli "F1925" del periodo delle deportazioni) e due vetture bagagliaio-posta, tutti risalenti alla prima metà del secolo scorso. 
Al piano terra del fabbricato viaggiatori, oltre l'area espositiva di ferromodellismo di Acaf-Museo del Treno, è allocata dal 2000 una postazione medicalizzata, con ambulanza, del servizio "118" della ASL.

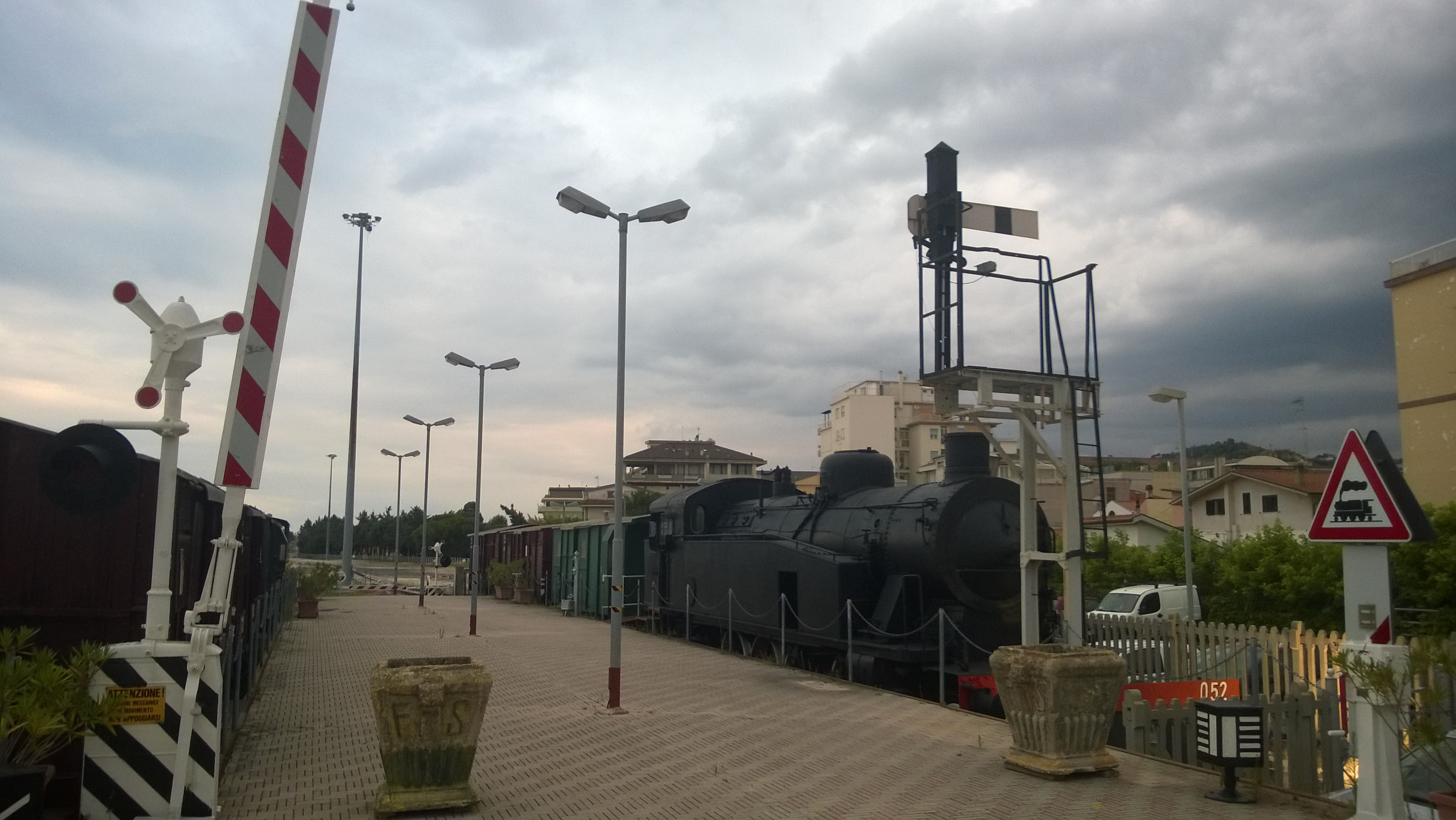
Museo del treno

Nell'ex fabbricato dei servizi attiguo al fabbricato viaggiatori, al piano del ferro, è ospitata la sede del Gruppo volontari del Soccorso locale di Croce Rossa Italiana.

## Movimento
La stazione è servita da treni regionali svolti da Trenitalia e Trasporto Unico Abruzzese nell'ambito del contratto di servizio stipulato con la Regione Abruzzo.

## Servizi
- Biglietteria self-service
- Sala d'attesa
- Servizi igienici

## Interscambi
- Fermata autobus urbani TUA
- Fermata taxi